# Tritium

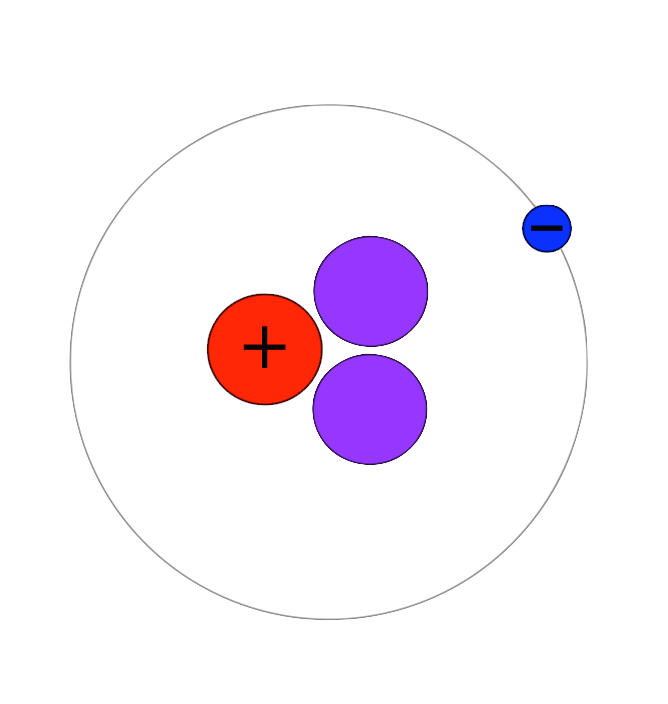
En förenklad modell av tritium.

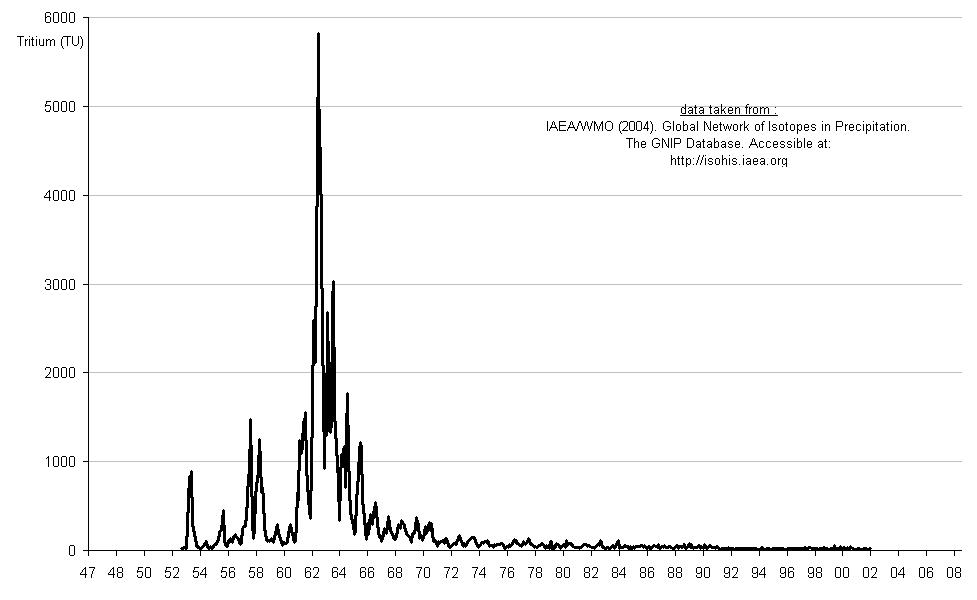
Tritium i regnvatten, från 1950-talet till 2002

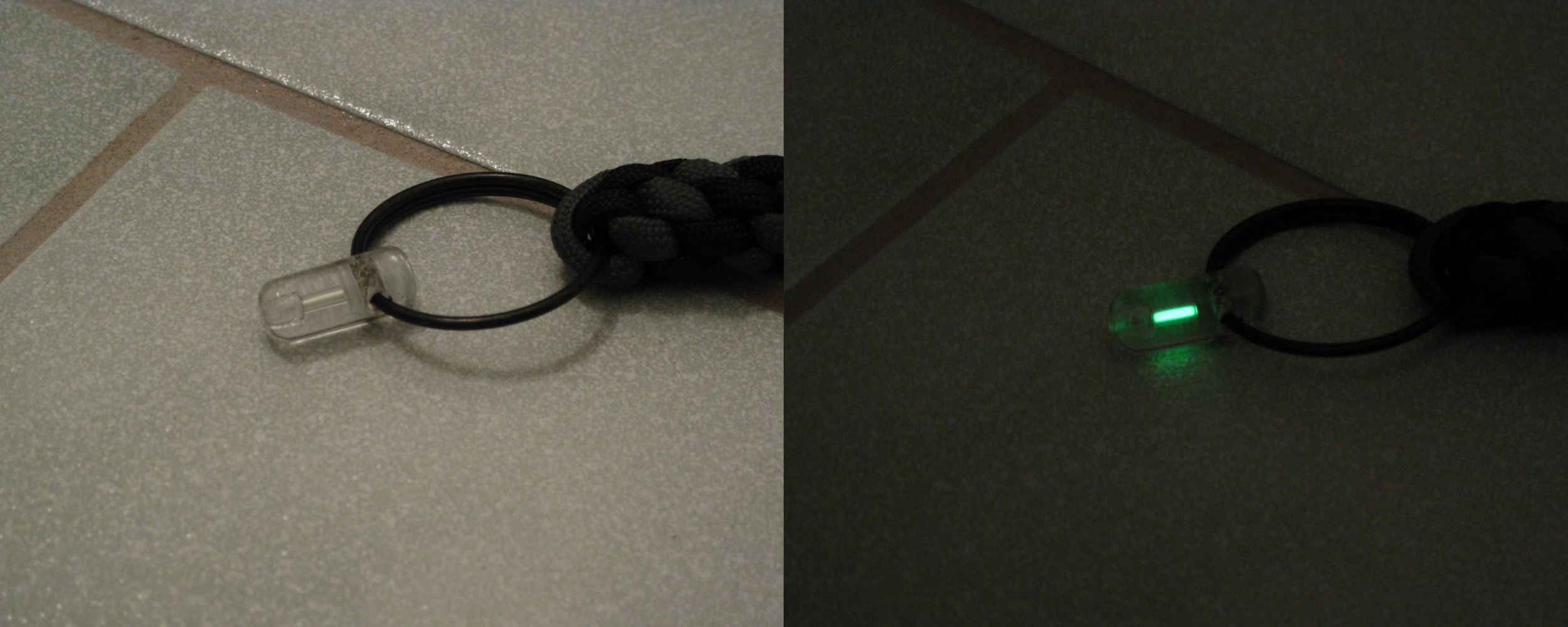
En nyckelring med självlysande tritiumljus.

Tritium (av grekiskans tritos = den tredje) är en isotop av väte med två neutroner förutom protonen, alltså totalt tre nukleoner (kärnpartiklar). Isotopen betecknas 3H eller T. Det upptäcktes 1934 av M. L. E. Oliphant, Paul Harteck och Ernest Rutherford.

## Egenskaper
Till skillnad från deuterium är tritium radioaktivt
{\displaystyle {\ce {^{3}_{1}H\to _{2}^{3}{He^{+}}+{e^{-}}+{\bar {\nu }}_{e}}}}
och avger betastrålning. Energin som frigörs är mycket låg med totalt 18,6 keV per omvandlad kärna, halveringstiden är 12,33 år. Den låga energin gör att en Geigermätare inte kan användas för att upptäcka tritium.

## Framställning
Tritium bildas i de övre luftlagren genom inverkan av kosmisk strålning, och den totala mängden av tritium i Jordens atmosfär har uppskattats till ca 6 gram. Genom reaktion med luftens syre bildas olika typer av tungt vatten (THO eller T2O) som sedan kan delta i vattnets normala kretslopp i naturen. Tritium kan även framställas genom neutronbestrålning av litium. 
Kärnvapenprov i atmosfären på 1960-talet orsakade stora utsläpp av tritium i miljön.

## Användning
Tritium används i armbandsur med luminiscerande visare och självlysande nyckelringar som fungerar som markörer, se tritiumradioluminescens.
Tritium används även som spårämne, som bränsle i termonukleära reaktioner (fusioner), för täthetsbestämning m.m. Det utnyttjas också för radioaktiv åldersbestämning av t. ex. grundvatten och för att undersöka regnvattnets vägar i marken.

## Gränsvärde i dricksvatten
Enligt livsmedelsverkets föreskrifter (2017) tillämpas ett screeningvärde för tritium på 100 Bq/liter i dricksvatten, "vars överskridande ska utredas". Om halten är högre så krävs en "utvidgad undersökning" för att undersöka om det även finns andra nuklider i vattnet och mera detaljerat bestämma deras sammanlagda årliga indikativa dos. Om en tillåten effektiv dos på 0,1 mSv/år tillämpas blir motsvarande tritiumhalt mellan 7 000 och 10 000 Bq/liter.